# Miroslav Singer
Miroslav Singer (ur. 14 maja 1968 w Pradze) – czeski ekonomista, od 2010 do 2016 roku gubernator Czeskiego Banku Narodowego.

## Życiorys
Miroslav Singer jest absolwentem Wyższej Szkoły Ekonomicznej w Pradze, gdzie w 1991 r. ukończył kierunek o nazwie metody matematyczne. Następnie otrzymał stypendium podyplomowe na Uniwersytecie w Pittsburgh, gdzie dokończył swoją rozprawę doktorską i obronił ją w 1995 r. Od 1993 r. pracował jako wykładowca, a następnie jako wicedyrektor Instytutu Ekonomii Czeskiej Akademii Nauk oraz Centrum Badań Ekonomicznych i Wyższej Edukacji na Uniwersytecie Karola w Pradze. Dodatkowo od 1995 r. pracował w firmie Expandia, gdzie pełnił funkcję głównego ekonomisty Expandia Finance, a potem dyrektora generalnego w Expandia Investment Company (1998–1999) i Expandia Holding (2000–2001). Od 2001 r. piastował stanowisko dyrektora w PricewaterhouseCoopers, gdzie zajmował się głównie windykacją korporacyjną, restrukturyzacją i transakcjami zagrożonych aktywów. Obecnie jest wykładowcą akademickim.
Miroslav Singer otrzymał nominację na członka Rady Czeskiego Banku Narodowego i jego wicegubernatora w 2005 r., po czym 1 lipca 2010 został mianowany na stanowisko gubernatora Czeskiego Banku Narodowego.
Miroslav Singer jest laureatem wielu nagród. W 2013 r. otrzymał tytuł Najlepszego Prezesa Banku Centralnego Wschodzącej Europy, a w 2014 tytuł Najlepszego Centralnego Bankiera. Czeski Bank Narodowy w czasie jego kadencji, w 2015 otrzymał Nagrodę Transparentności Banku Centralnego za otwartość i stosowanie nowych narzędzi komunikacji.
Miroslav Singer jest żonaty i ma dwoje dzieci.